# Маргаретвілл (Нью-Йорк)
Маргаретвілл (англ. Margaretville) — селище (англ. village) в США, в окрузі Делавер штату Нью-Йорк. Населення — 514 особи (2020).

## Географія
Маргаретвілл розташований за координатами 42°8′43″ пн. ш. 74°39′3″ зх. д. / 42.14528° пн. ш. 74.65083° зх. д. (42.145267, -74.650708).  За даними Бюро перепису населення США в 2010 році селище мало площу 1,82 км², з яких 1,77 км² — суходіл та 0,05 км² — водойми.

## Демографія
Згідно з переписом 2010 року, у селищі мешкало 596 осіб у 276 домогосподарствах у складі 129 родин. Густота населення становила 327 осіб/км².  Було 359 помешкань (197/км²).
Расовий склад населення:
| - 92,3 % — білих - 4,7 % — азіатів - 1,2 % — корінних американців - 0,8 % — чорних або афроамериканців |

До двох чи більше рас належало 0,3 %. Частка іспаномовних становила 2,9 % від усіх жителів.
За віковим діапазоном населення розподілялося таким чином: 12,2 % — особи молодші 18 років, 50,4 % — особи у віці 18—64 років, 37,4 % — особи у віці 65 років та старші. Медіана віку мешканця становила 57,7 року. На 100 осіб жіночої статі у селищі припадало 86,8 чоловіків;  на 100 жінок у віці від 18 років та старших — 84,8 чоловіків також старших 18 років.
Середній дохід на одне домашнє господарство  становив 39 053 долари США (медіана — 25 673), а середній дохід на одну сім'ю — 62 859 доларів (медіана — 57 667). Медіана доходів становила 27 188 доларів для чоловіків та 26 964 долари для жінок. За межею бідності перебувало 19,4 % осіб, у тому числі 42,3 % дітей у віці до 18 років та 1,8 % осіб у віці 65 років та старших.
Цивільне працевлаштоване населення становило 237 осіб. Основні галузі зайнятості: освіта, охорона здоров'я та соціальна допомога — 30,4 %, роздрібна торгівля — 18,6 %, мистецтво, розваги та відпочинок — 15,2 %.